# Waga miejska w Poznaniu
Waga miejska w Poznaniu – jednopiętrowy budynek na Starym Rynku w Poznaniu, o bardzo wysokim, dwuspadowym dachu i prostych szczytach dzielonych lizenami. 

## Historia
Pierwszy budynek powstał w drugiej połowie XIII w. wkrótce po lokacji miasta jako tak zwany "Kameraus". Nowy gmach powstał w latach 1532–1534, a rozbudowany został w stylu renesansowym przez Jana Baptystę di Quadro w 1563. 5 kwietnia 1778 odprawiono tu pierwsze po 200 latach przerwy w Poznaniu nabożeństwo braci czeskich. W 1890 obiekt został rozebrany, ponieważ długo nieremontowany budynek groził zawaleniem. W jego miejscu wzniesiono neorenesansowy Nowy Ratusz, który pełnił funkcję siedziby władz miasta. Został on silnie uszkodzony podczas II wojny światowej (1945). W latach 1950–1960 odbudowano w tym miejscu budynek wagi według projektu Zbigniewa Zielińskiego i Reginy Pawulanki, opracowany na podstawie zachowanych litografii, a także licznych zdjęć sporządzonych przez Prusaków w 1895, podczas rozbiórki. Początkowo waga miała zostać siedzibą Instytutu Zachodniego, ale uczeni zaprotestowali przeciwko pracy we wspólnej powierzchni pierwszego piętra (open space), w związku z czym lokale przypadły Urzędowi Stanu Cywilnego. Ostatni remont zakończył się w 2002 roku. 
Pierwotnie waga była siedzibą ważnika i podległych mu potażych, którzy za drobną opłatą dokonywali pomiaru masy towaru. W latach powojennych mieścił się tu Urząd stanu cywilnego w Poznaniu i do dzisiaj udziela się tutaj ślubów. W roku 2009 operatorem i najemcą wagi miejskiej została agencja public relations People Meet People, która przekształciła obiekt w centrum kultury (wystawy, koncerty, spektakle, dyskusje, konferencje, restauracja). 

## Stan zachowania
Z renesansowego wyposażenia wagi zachował się kominek, przeniesiony w końcu XIX wieku. do ratusza, gdzie do dzisiaj znajduje się w Sali Królewskiej.

## Galeria

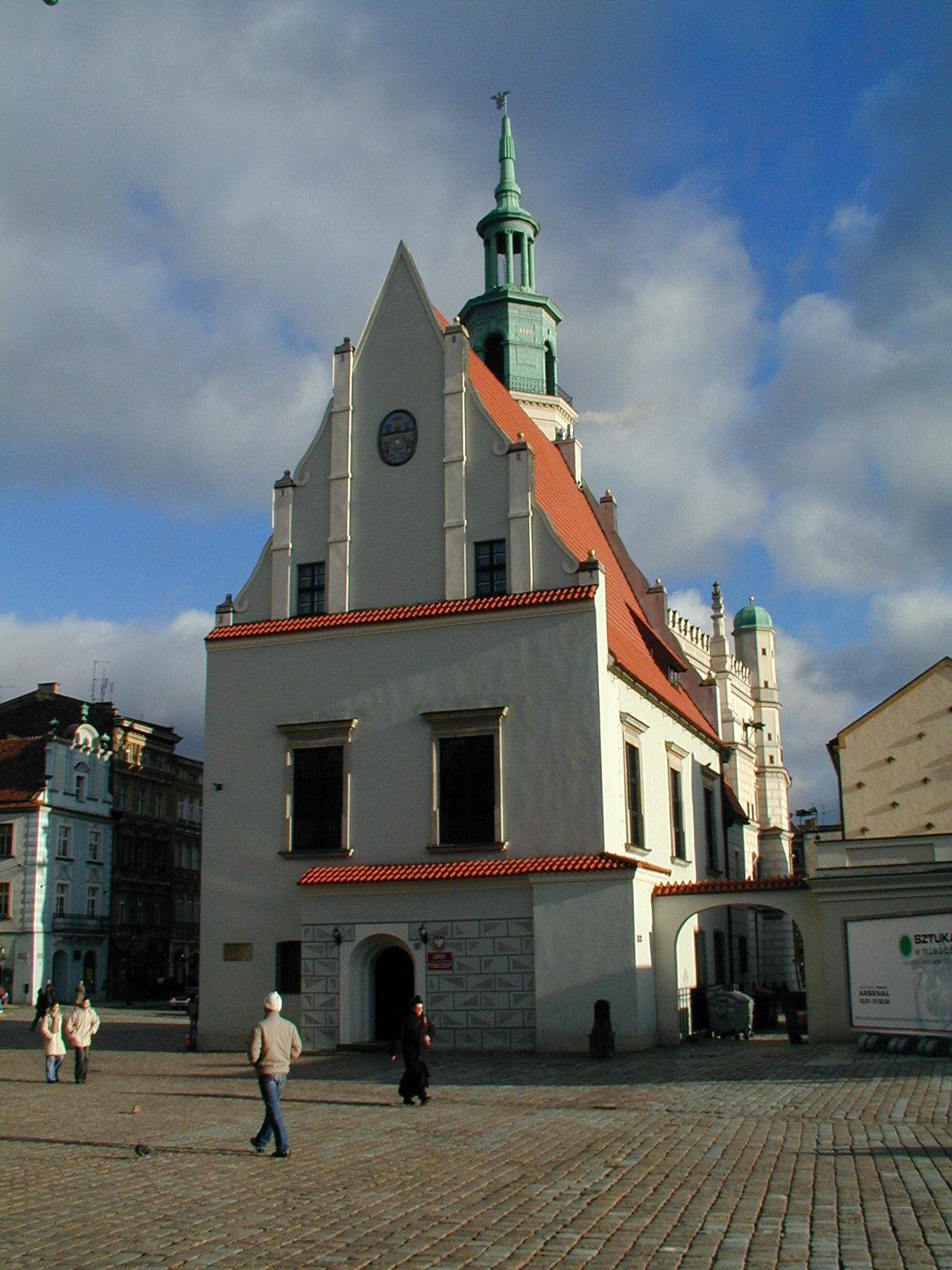
Widok od strony zachodniej
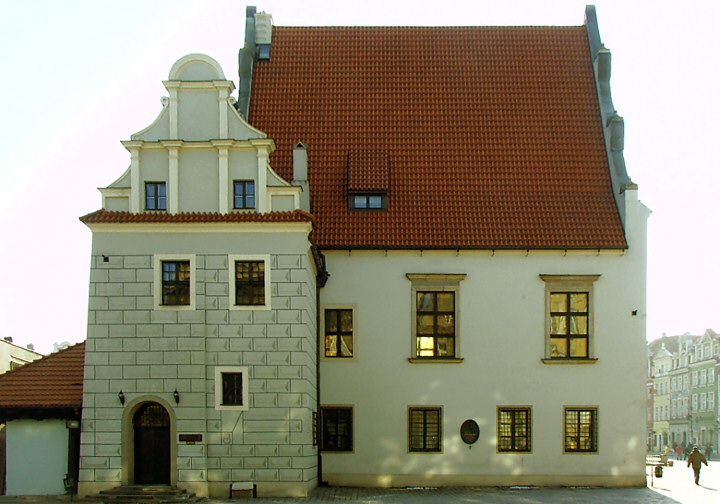
Widok od strony północnej
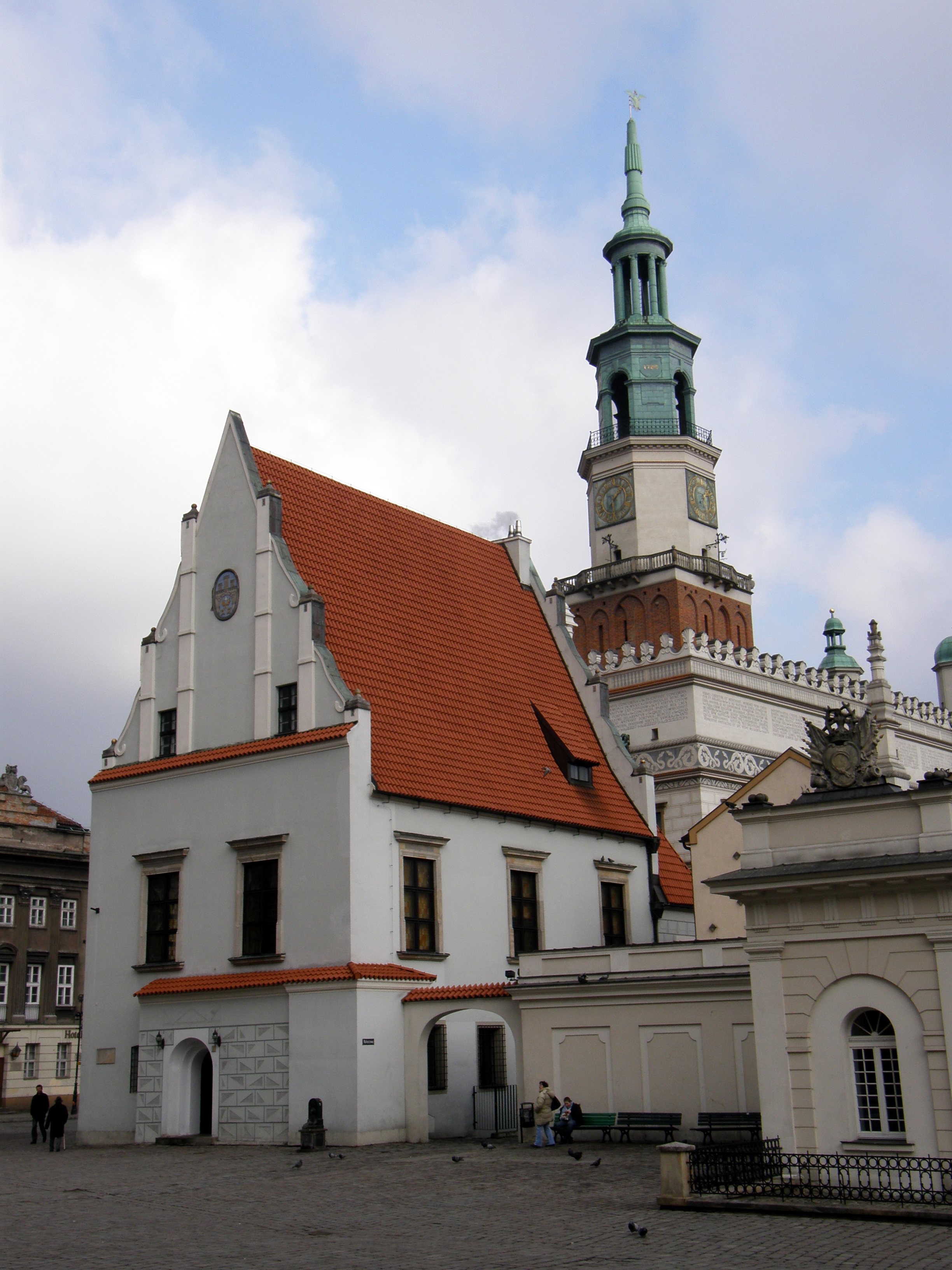
Widok od strony zachodniej
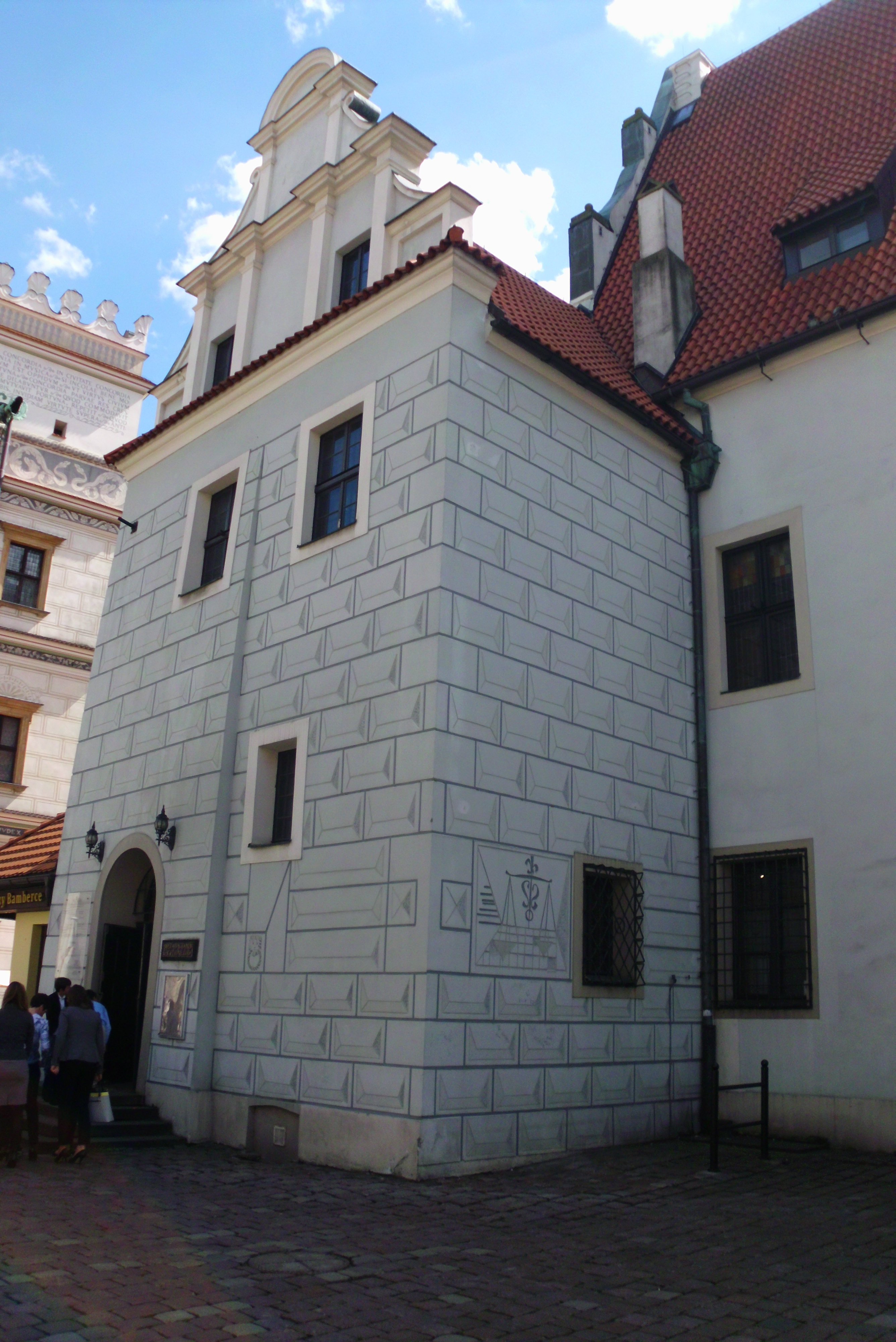
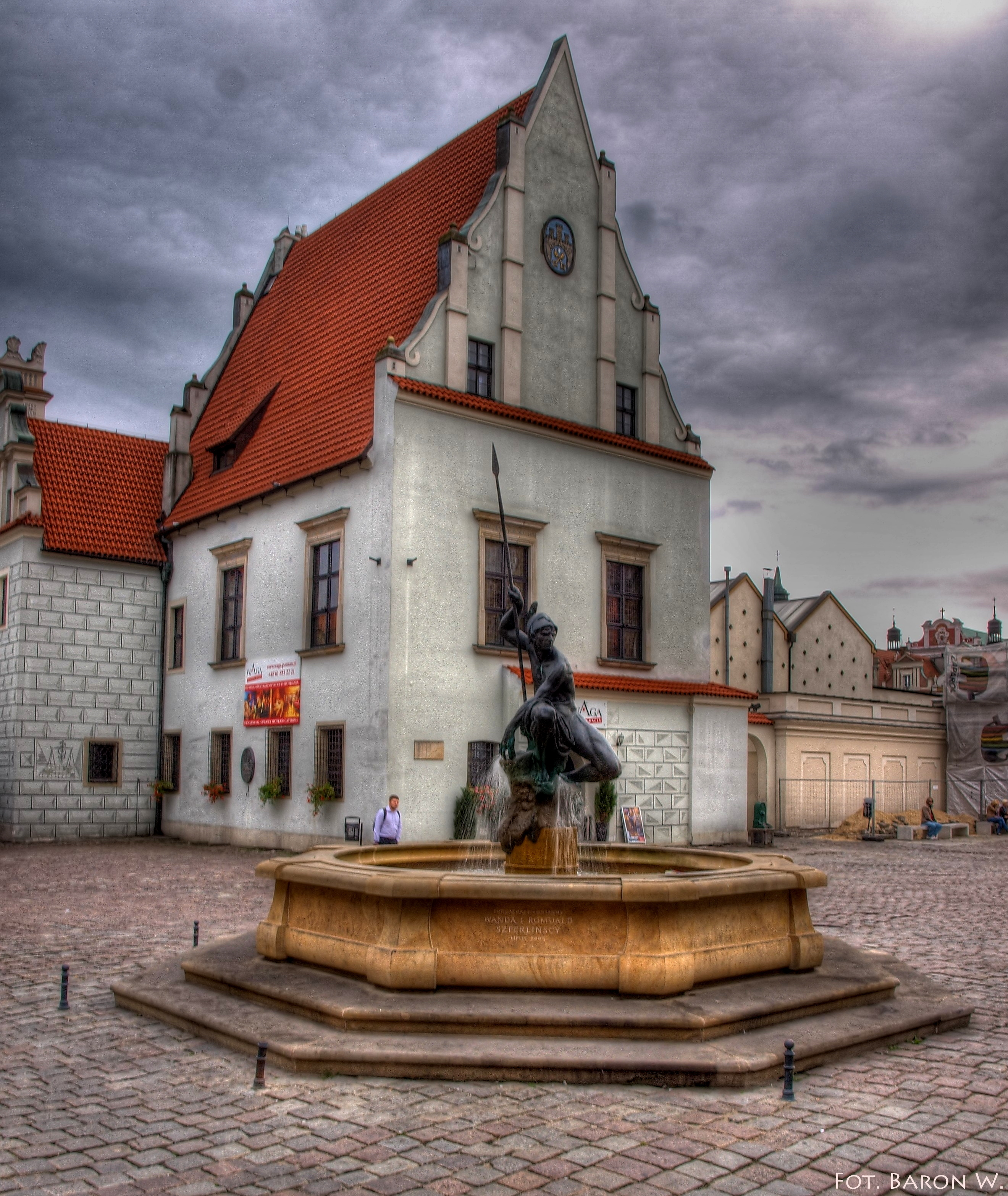
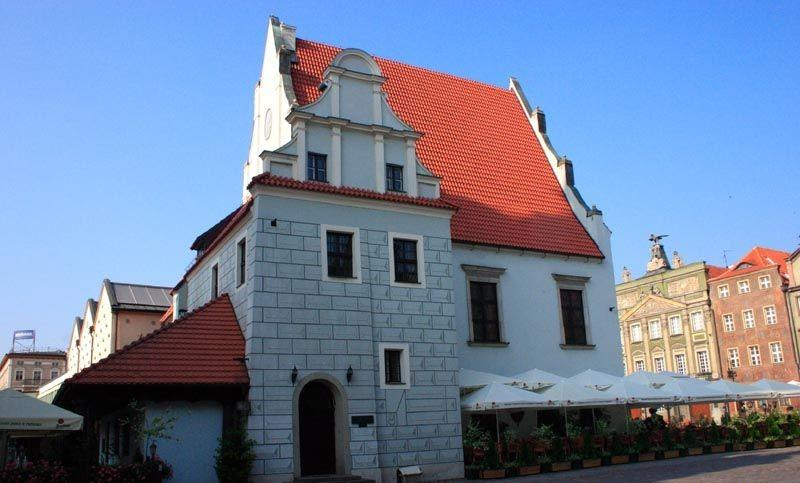

Waga miejska na planie Starego Rynku:
| Plan Starego Rynku | |
| ------------------ | --- |
|                    | Wybrane zabytki: \| \| Legenda \| \| \| Ratusz \| \| \| Waga miejska \| \| \| Domki budnicze \| \| \| Odwach \| \| \| Pałac Działyńskich \| \| \| Pałac Mielżyńskich \| \| \| Pałac Górków \| \| \| Muzeum Instrumentów \| \| \| Fontanna Prozerpiny \| \| \| Studzienka Bamberki \| \| \| Pręgierz \| |
|                    | Legenda |
|                    | Ratusz |
|                    | Waga miejska |
|                    | Domki budnicze |
|                    | Odwach |
|                    | Pałac Działyńskich |
|                    | Pałac Mielżyńskich |
|                    | Pałac Górków |
|                    | Muzeum Instrumentów |
|                    | Fontanna Prozerpiny |
|                    | Studzienka Bamberki |
|                    | Pręgierz |